# Patrik Camilo Cornélio da Silva
Patrik Camilo Cornélio da Silva, meglio noto come Patrik (San Paolo, 19 luglio 1990), è un ex calciatore brasiliano, di ruolo centrocampista.

## Carriera
Inizia la sua carriera nelle giovanili del Palmeiras, per poi essere mandato in prestito per due anni, dal 2007 al 2009, al São Caetano, con cui disputa 25 partite e realizza 9 reti.
Nel 2009 torna al Palmeiras ed esordisce in prima squadra il 2 giugno 2010 nella partita persa per 1-0 contro il Flamengo.

## Palmarès
- Coppa del Brasile: 1

Palmeiras: 2012